# لوكاس دياز (لاعب كرة قدم)
لوكاس دياز (بالإسبانية: Lucas Díaz Parcero)‏ هو لاعب كرة قدم إسباني، ولد في 10 مايو 1996 في جنيف في سويسرا. لعب مع نادي كومبوستيلا.

## روابط خارجية
- لوكاس دياز على موقع قاعدة بيانات كرة القدم.إي يو (الإنجليزية)
- لوكاس دياز على موقع Soccerway.com (الإنجليزية)